# Андріївка (Сатанівська селищна громада)
Андрі́ївка — село в Україні, у Сатанівській селищній територіальній громаді Хмельницького району Хмельницької області. Населення становить 60 осіб.

## Символіка

### Герб
Щит поділений скошено чотиричасно срібним хрестом. У першій лазуровій частині золоте сонце з шістнадцятьма променями. У другій і третій зелених частинах золоті кола з червоним трипільським візерунком. У четвертій червоній, мурованій чорним, золотий дзвін. Щит вписаний в декоративний картуш, унизу якого напис "АНДРІЇВКА", і увінчаний золотою сільською короною.

### Прапор
Квадратне полотнище поділене косим білим хрестом з шириною рамен в 1/8 ширини прапора. На верхній синій частині жовте сонце з шістнадцятьма променями. На древковій і вільній зелених частинах жовті кола з червоним трипільським візерунком. На червоній, мурованій чорним, золотий дзвін.

### Пояснення символіки
Косий («андріївський) хрест – символ назви села. Золоте сонце – символ Поділля, трипільські візерунки – символ трипільського поселення, що існувало в цій місцевості, дзвін у мурованій частині – знак костьолу, що існує в селі.

## Галерея

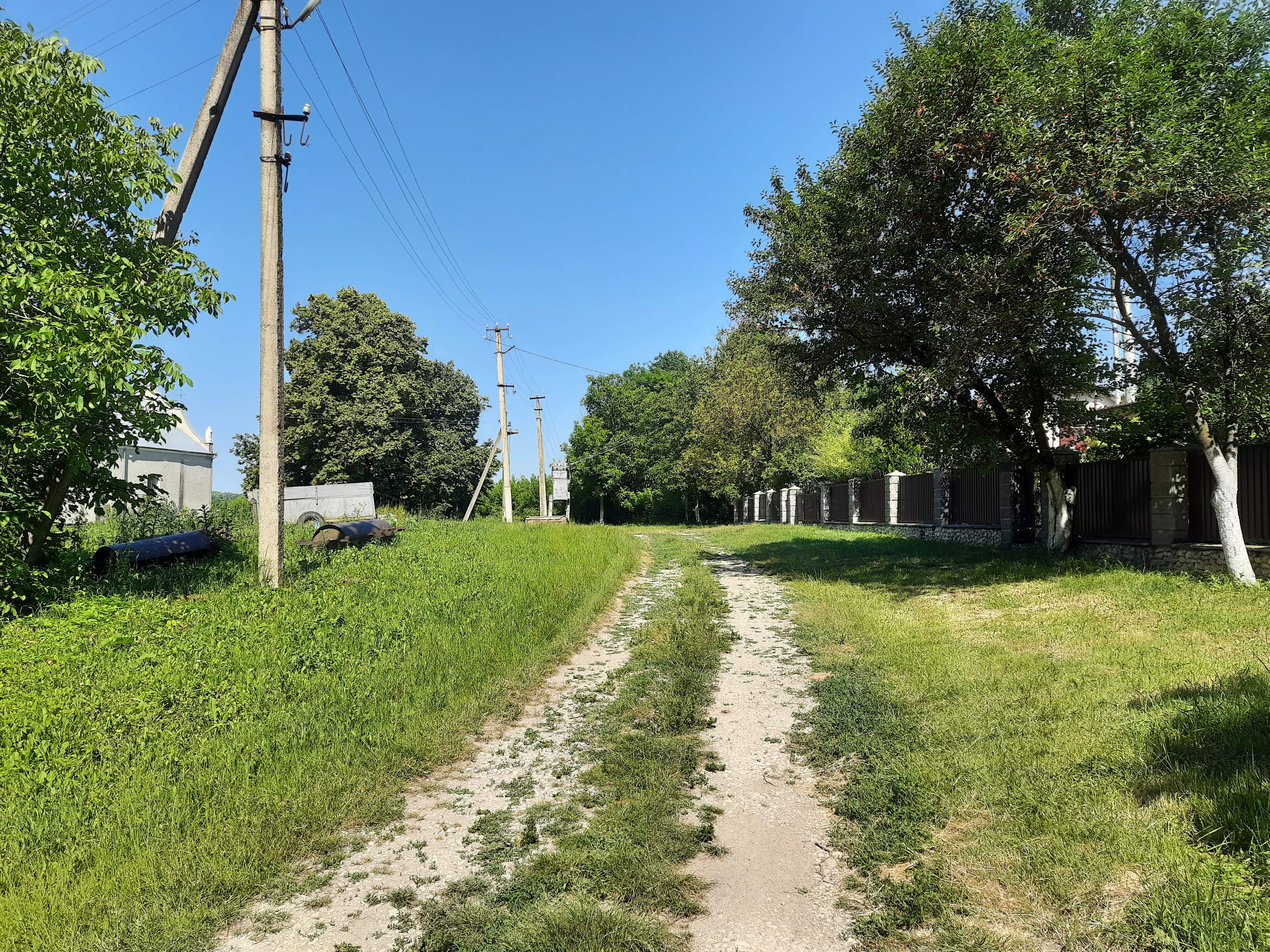
Сільська вулиця
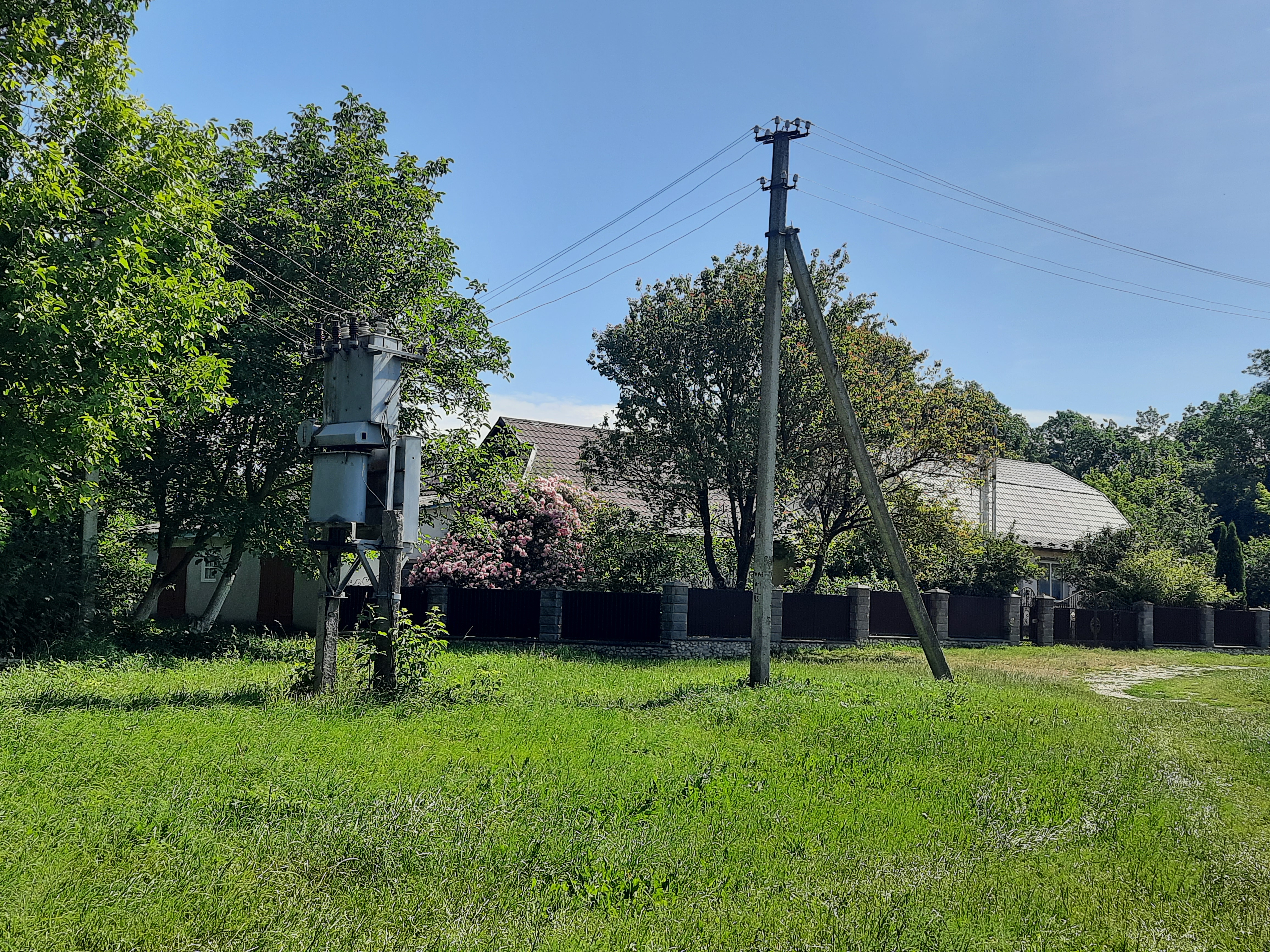
Сільський пейзаж
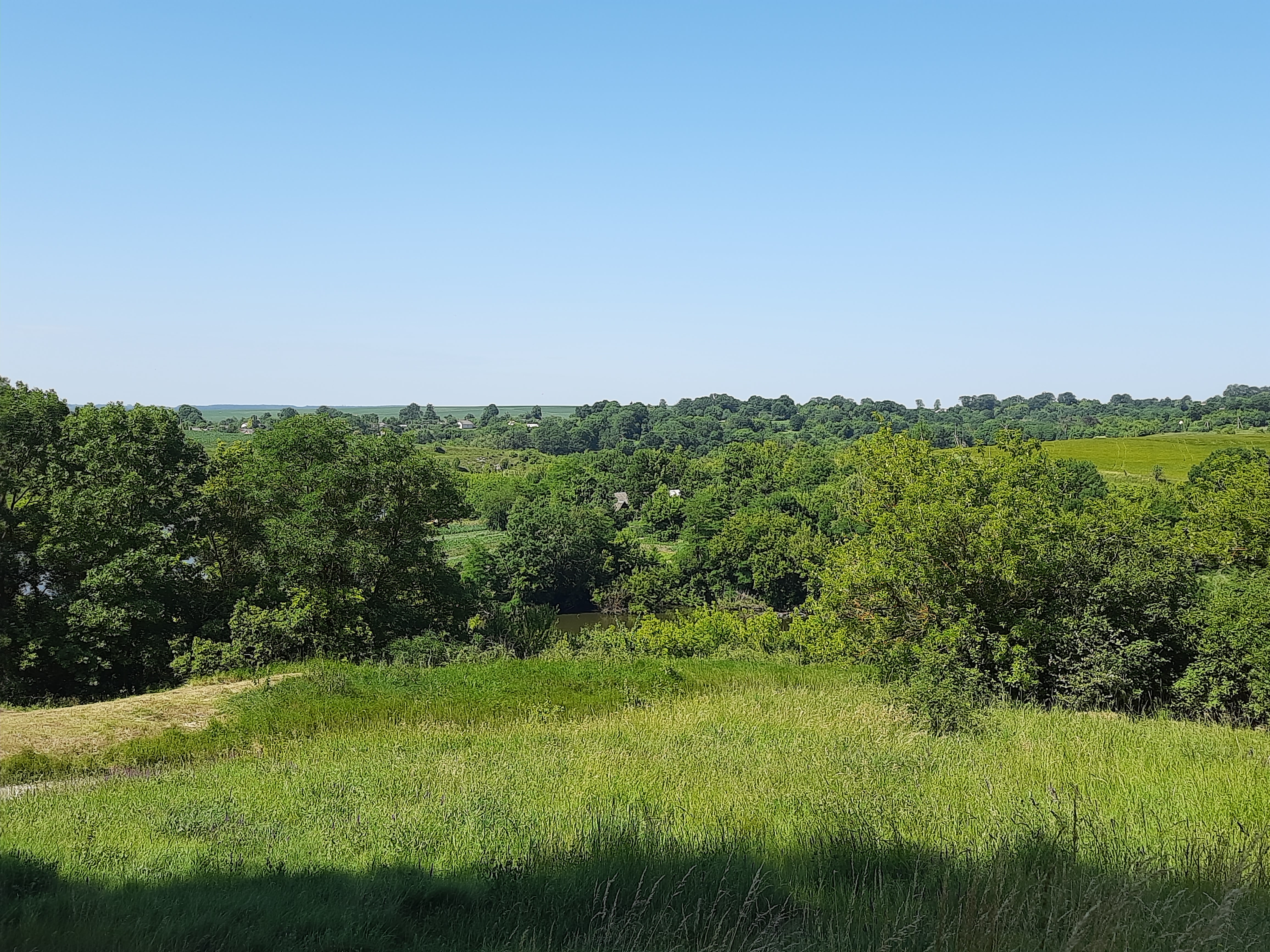
Сільський краєвид
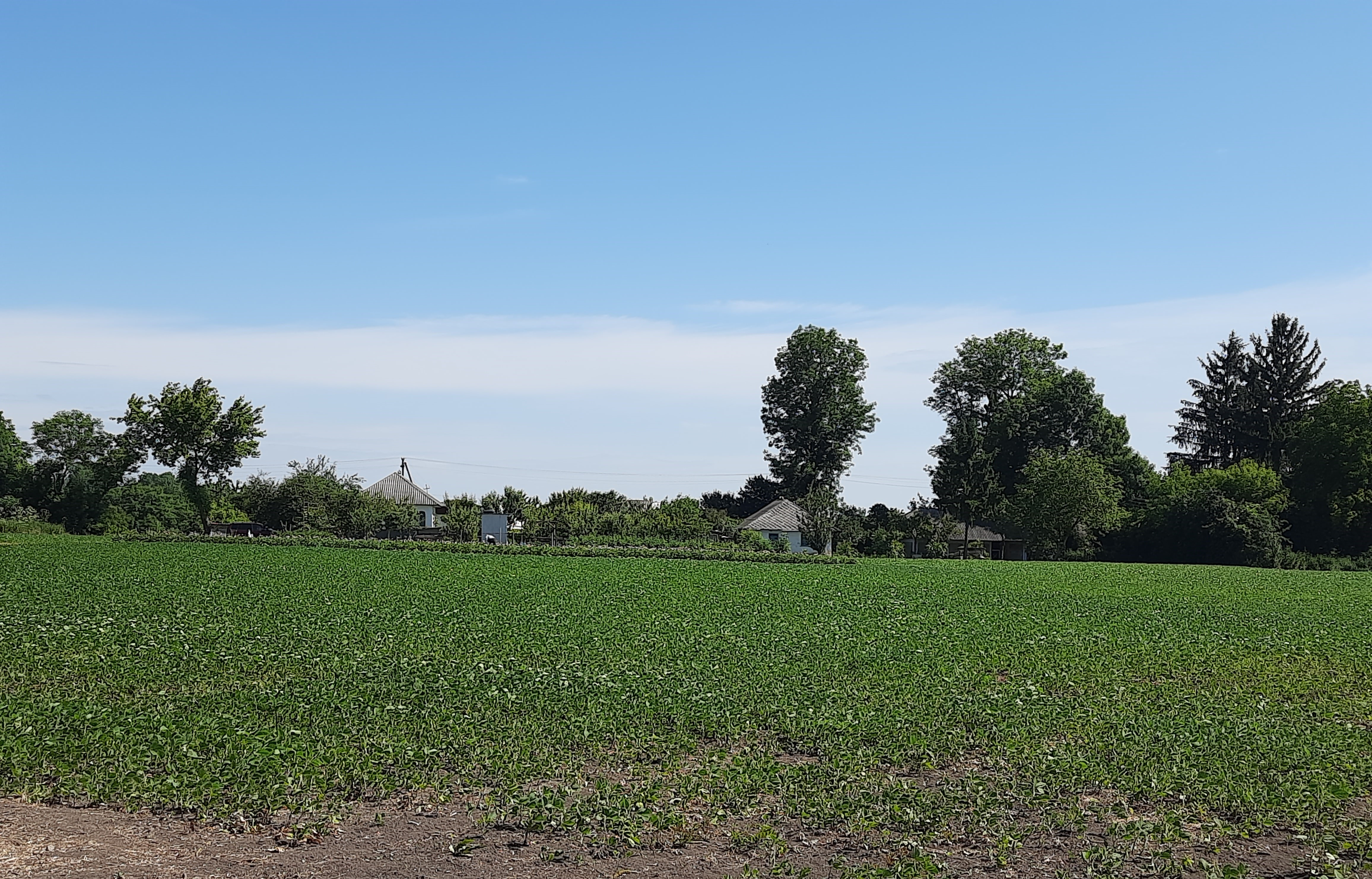
Сільський краєвид
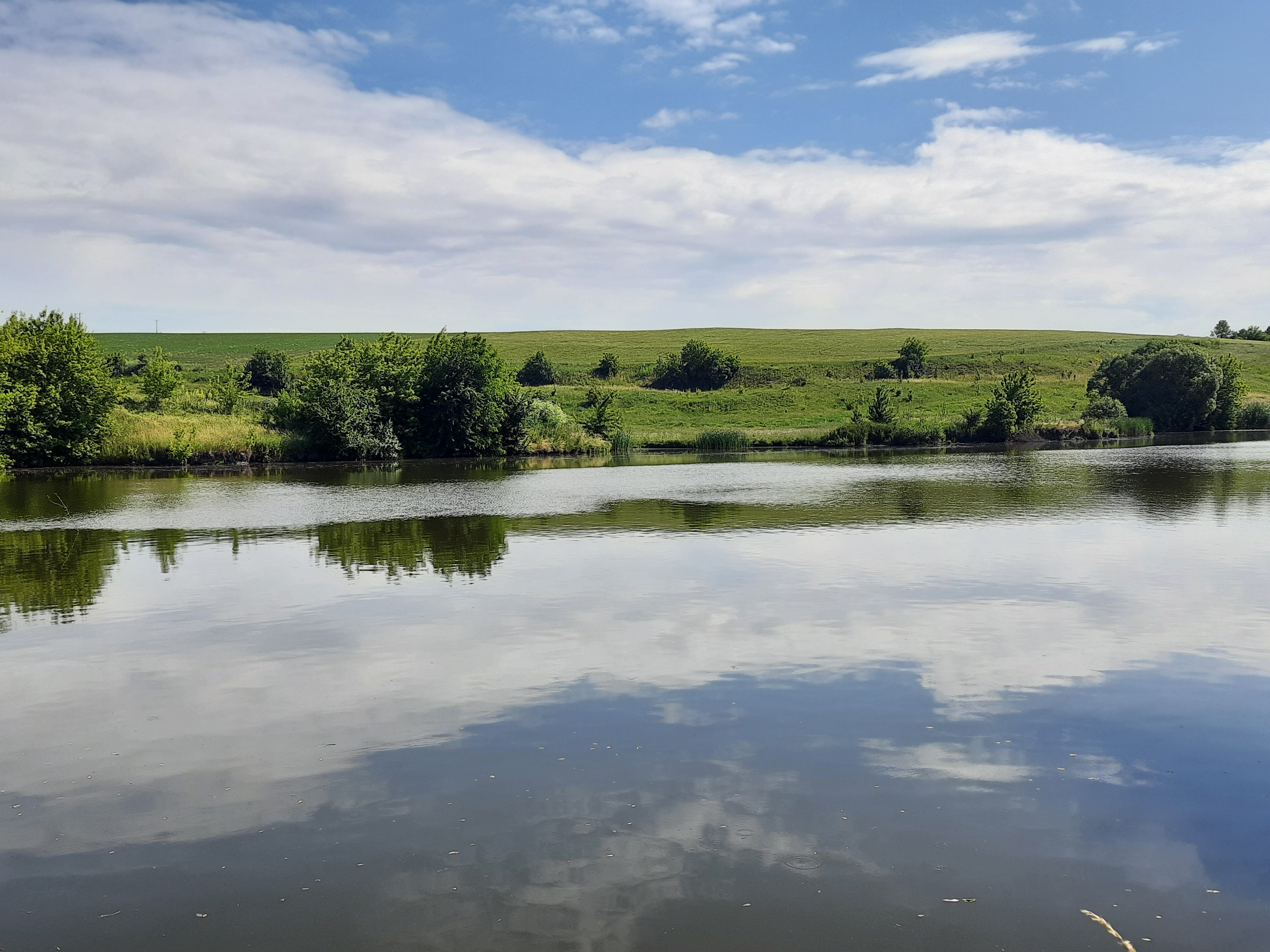
Став біля села